# Persone di nome Guido/Politici
| Questa pagina contiene informazioni ricavate automaticamente dalle voci biografiche con l'ausilio del template Bio e di un bot. L'aggiornamento è periodico e automatico e ricostruisce completamente la pagina. Se manca una persona in questa lista, sei pregato di non aggiungerla, ma accertati piuttosto che la sua voce biografica contenga il template Bio e che i dati anagrafici siano correttamente compilati. Se il template Bio manca, inseriscilo tu stesso o, in alternativa, metti l'avviso {{tmp\|Bio}} che ne segnala la mancanza. Se i dati riportati sono sbagliati, correggi direttamente la voce biografica; le modifiche saranno visibili in questa lista entro pochi giorni. Per chiarimenti vedi il progetto antroponimi. La lista contiene solo le 99 persone che sono citate nell'enciclopedia e per le quali è stato implementato correttamente il template Bio. Pagina aggiornata al 6 ago 2025. |

Questa è una lista di persone presenti nell'enciclopedia che hanno il nome Guido e sono politici.

## A(4)
- Guido Alberini, politico italiano (Brescia, n. 1938 - Brescia, † 2008)
- Guido Alborghetti, politico italiano (Brescia, n. 1943)
- Guido Aroca, politico italiano (Sassari, n. 1881)
- Guido Asinari di San Marzano, politico italiano (Camerano Casasco, n. 1874 - Alessandria, † 1949)

## B(12)
- Guido Bellido, politico peruviano (Livitaca, n. 1979)
- Guido Bernardi, politico italiano (Sezze, n. 1923 - † 1995)
- Guido Bernardi, politico italiano (Trento, n. 1895 - † 1972)
- Guido Biondi, politico e partigiano italiano (Trento, n. 1927 - Firenze, † 1997)
- Guido Bodrato, politico e economista italiano (Monteu Roero, n. 1933 - Chieri, † 2023)
- Guido Bonaccini, politico italiano (Montevarchi, n. 1892)
- Guido dei Bonacolsi, politico italiano (Mantova, † 1309)
- Guido Bonino, politico italiano (Camerana, n. 1940)
- Guido Bonino, politico italiano (Savigliano, n. 1931 - Borgo San Dalmazzo, † 2022)
- Guido Borromeo, politico e nobile italiano (Milano, n. 1818 - Nizza, † 1890)
- Guido Buffarini Guidi, politico italiano (Pisa, n. 1895 - Milano, † 1945)
- Guido Bustelli, politico e militare svizzero (Arzo, n. 1905 - Lugano, † 1992)

## C(7)
- Guido von Call zu Rosenburg und Kulmbach, politico, diplomatico e nobile austriaco (Trieste, n. 1849 - Graz, † 1927)
- Guido Albino Campopiano, politico e avvocato italiano (Lucito, n. 1923 - Termoli, † 2011)
- Guido Cappelloni, politico italiano (Macerata, n. 1925 - Grottammare, † 2012)
- Guido Castelli, politico italiano (Siena, n. 1965)
- Guido Ceccherini, politico, partigiano e arbitro di calcio italiano (Pontedera, n. 1906 - Roma, † 1985)
- Guido IV da Correggio, politico e condottiero italiano († 1345)
- Guido Crosetto, politico italiano (Cuneo, n. 1963)

## D(16)
- Guido De Guidi, politico italiano (Genova, n. 1929 - Terni, † 2020)
- Guido De Martini, politico italiano (Cagliari, n. 1956)
- Guido De Martino, politico italiano (Somma Vesuviana, n. 1943)
- Guido De Padt, politico belga (Geraardsbergen, n. 1954)
- Guido De Unterrichter, politico italiano (Fucine d'Ossana, n. 1903 - Trento, † 1979)
- Guido Della Frera, politico italiano (Pavia, n. 1964)
- Guido Dorso, politico italiano (Avellino, n. 1892 - Avellino, † 1947)
- Guido Dussin, politico e architetto italiano (Fontanafredda, n. 1959)
- Guido de Marco, politico maltese (La Valletta, n. 1931 - La Valletta, † 2010)
- Guido II da Correggio, politico italiano (n. 1225 - Parma, † 1299)
- Guido V da Correggio, politico e condottiero italiano
- Guido I da Polenta, politico italiano († 1217)
- Guido del Palagio, politico, letterato e mercante italiano (Firenze - Firenze, † 1399)
- Guido di Canossa, politico italiano (Reggio Emilia)
- Guido Orazio Di Carpegna Falconieri, politico italiano (Roma, n. 1840 - Carpegna, † 1919)
- Guido d'Angelo, politico, dirigente d'azienda e avvocato italiano (Napoli, n. 1933 - † 2022)

## F(3)
- Guido Faletra, politico e sindacalista italiano (Caltanissetta, n. 1920 - Roma, † 1962)
- Guido Fanti, politico italiano (Bologna, n. 1925 - Bologna, † 2012)
- Guido Fusinato, politico italiano (Castelfranco Veneto, n. 1860 - Schio, † 1914)

## G(11)
- Guido Galardi, politico italiano (Castelnuovo di Val di Cecina, n. 1950)
- Guido Galperti, politico italiano (Pralboino, n. 1959)
- Guido Giacometti, politico italiano (Legnago, n. 1882 - Roma, † 1968)
- Guido Girardi, politico e avvocato italiano (Terni, n. 1903 - Terni, † 1960)
- Guido Grimod, politico italiano (Aosta, n. 1951)
- Guido Guidesi, politico italiano (Codogno, n. 1979)
- Guido Corradi, politico italiano (Gonzaga - Mantova, † 1318)
- Guido I del Cassero, politico italiano
- Guido I di Romena, politico italiano
- Guido di Namur, politico e condottiero fiammingo (n. 1270 - Pavia, † 1311)
- Guido Guidotti Mori, politico e militare italiano (Arezzo, n. 1877 - Arezzo, † 1961)

## I(2)
- Guido Ianni, politico italiano (Montegallo, n. 1927 - † 1997)
- Guido Improta, politico, dirigente pubblico e dirigente d'azienda italiano (Napoli, n. 1966)

## L(3)
- Guido Larcher, politico italiano (Trento, n. 1867 - Trento, † 1959)
- Guido Quintino Liris, politico italiano (L'Aquila, n. 1979)
- Guido Lo Porto, politico italiano (Palermo, n. 1937)

## M(15)
- Guido Mainardi, politico italiano (Papozze, n. 1939 - Bologna, † 2004)
- Guido Mancini, politico italiano (Atina, n. 1880 - Roma, † 1975)
- Guido Mantella, politico italiano (Squillace, n. 1924 - Soverato, † 2012)
- Guido Martino, politico e medico italiano (Milano, n. 1929 - Cuneo, † 2001)
- Guido Martuscelli, politico italiano (Salerno, n. 1905 - Roma, † 1987)
- Guido Mazzali, politico, giornalista e pubblicitario italiano (Suzzara, n. 1895 - Milano, † 1960)
- Guido Mazzoni, politico italiano (Figline Valdarno, n. 1912 - † 2001)
- Guido Melis, politico e storico italiano (Sassari, n. 1949)
- Guido Miglioli, politico e sindacalista italiano (Castelnuovo Gherardi, n. 1879 - Milano, † 1954)
- Guido Milana, politico italiano (Roma, n. 1954)
- Guido Milanese, politico italiano (Salerno, n. 1951)
- Guido Molinelli, politico italiano (Chiaravalle, n. 1894 - Roma, † 1964)
- Guido Monina, politico italiano (Ancona, n. 1929 - † 1998)
- Guido Montesi, politico italiano (Venezia, n. 1927 - Padova, † 2020)
- Guido Mussini, politico italiano (Tromello, n. 1894 - † 1957)

## N(1)
- Guido Natoli, politico italiano (Gioiosa Marea, n. 1893 - Messina, † 1966)

## O(1)
- Guido Orsini, politico italiano († 1348)

## P(6)
- Guido Germano Pettarin, politico italiano (Palmanova, n. 1958)
- Guido Picelli, politico, antifascista e militare italiano (Parma, n. 1889 - Algora, † 1937)
- Guido Pincheri, politico e antifascista italiano (Premione di Stenico, n. 1899 - Trento, † 1979)
- Guido Podrecca, politico e giornalista italiano (Vimercate, n. 1865 - Auburn, † 1923)
- Guido Pollice, politico italiano (Avellino, n. 1938 - † 2023)
- Guido Pompilj, politico italiano (Magione, n. 1854 - Roma, † 1910)

## R(5)
- Guido Rhodio, politico italiano (Squillace, n. 1935 - Squillace, † 2023)
- Guido Rispoli, politico e bibliotecario italiano (Napoli, n. 1893 - Merano, † 1982)
- Guido Rocco, politico e diplomatico italiano (Napoli, n. 1886 - † 1959)
- Guido Giuseppe Rossi, politico italiano (Saluzzo, n. 1968)
- Guido Russo Perez, politico italiano (Palermo, n. 1885 - Palermo, † 1971)

## S(4)
- Guido Sacconi, politico italiano (Udine, n. 1948 - Firenze, † 2023)
- Guido San Martino Valperga, politico italiano (Torino, n. 1834 - Sestri Levante, † 1916)
- Guido Secreto, politico italiano (Cigliano, n. 1895 - Torino, † 1985)
- Guido Sembenotti, politico italiano (Trento, n. 1930 - Trento, † 2009)

## T(2)
- Guido Tendas, politico italiano (Solarussa, n. 1950)
- Guido I Torelli, politico e condottiero italiano (Mantova - Milano)

## V(5)
- Guido Venegoni, politico, sindacalista e partigiano italiano (Legnano, n. 1919 - Mese, † 1987)
- Guido Antonio Vespucci, politico italiano (n. 1436 - † 1501)
- Guido Viale, politico italiano (Mondovì, n. 1873 - Mondovì, † 1952)
- Guido Viceconte, politico italiano (Francavilla in Sinni, n. 1949)
- Guido Vildoso Calderón, politico e generale boliviano (La Paz, n. 1937)

## W(1)
- Guido Westerwelle, politico tedesco (Bad Honnef, n. 1961 - Colonia, † 2016)

## Z(1)
- Guido Ziccone, politico e avvocato italiano (Taurianova, n. 1938)